# Antiklerikalizam
Antiklerikalizam (lat. anticlericalismus), stav određenih političkih i ideoloških snaga prema položaju i ulozi Crkve u državi i društvu.
Suprotnost stavovima koji se nazivaju klerikalizam, politički katolicizam, ultramontanizam i konfesionalizam. Radikalni antiklerikalizam traži isključenje religije i Crkve iz javnoga života te ograničenje vjerskoga djelovanja Crkve samo na crkveni prostor.
Umjereni antiklerikalizam nije protucrkven općenito, već je protiv utjecaja klera u nekim područjima javnoga života ili protiv načina na koji kler ostvaruje taj utjecaj.
Antiklerikalizam je u različitim oblicima službeni stav nekih liberalnih država Zapadne Europe i Latinske Amerike u drugoj polovici 19. i prvoj polovici 20. stoljeća. Istodobno je prisutan i u hrvatskom političkom i društvenom životu te u književnosti i publicistici.